# Cherry
Cherry és una població dels Estats Units a l'estat d'Illinois. Segons el cens del 2000 tenia 509 habitants.

## Demografia
Segons el cens del 2000, Cherry tenia 509 habitants, 212 habitatges, i 146 famílies. La densitat de població era de 363,9 habitants/km².
Dels 212 habitatges en un 31,6% hi vivien nens de menys de 18 anys, en un 57,5% hi vivien parelles casades, en un 8,5% dones solteres, i en un 30,7% no eren unitats familiars. En el 28,3% dels habitatges hi vivien persones soles el 14,6% de les quals corresponia a persones de 65 anys o més que vivien soles. El nombre mitjà de persones vivint en cada habitatge era de 2,4 i el nombre mitjà de persones que vivien en cada família era de 2,93.
Per edats la població es repartia de la següent manera: un 24% tenia menys de 18 anys, un 5,3% entre 18 i 24, un 30,5% entre 25 i 44, un 24,2% de 45 a 60 i un 16,1% 65 anys o més.
L'edat mediana era de 40 anys. Per cada 100 dones de 18 o més anys hi havia 90,6 homes.
La renda mediana per habitatge era de 41.591 $ i la renda mediana per família de 48.438 $. Els homes tenien una renda mediana de 34.375 $ mentre que les dones 22.813 $. La renda per capita de la població era de 19.313 $. Cap de les famílies i l'1,8% de la població estaven per davall del llindar de pobresa.

## Poblacions més properes
El següent diagrama mostra les poblacions més properes.